# Victoria Justice

Autografo di Victoria Justice

Victoria Dawn Justice (Hollywood, 19 febbraio 1993) è un'attrice e cantante statunitense.

## Biografia
Victoria Dawn Justice è nata il 19 febbraio 1993 a Hollywood, Florida, dalla madre Serena e il padre Zack. Dal lato paterno ha discendenze tedesche e irlandesi, mentre da quello materno ha origini portoricane.
Comincia ad interessarsi alla recitazione a 11 anni, guardando un programma televisivo. Lei e la sua famiglia si trasferiscono a Hollywood, California, nel 2003. Nel 2005, fa un provino e viene accettata alla scuola di teatro Performing Arts Magnet di Los Angeles.

### 2003–2009: debutto eZoey 101

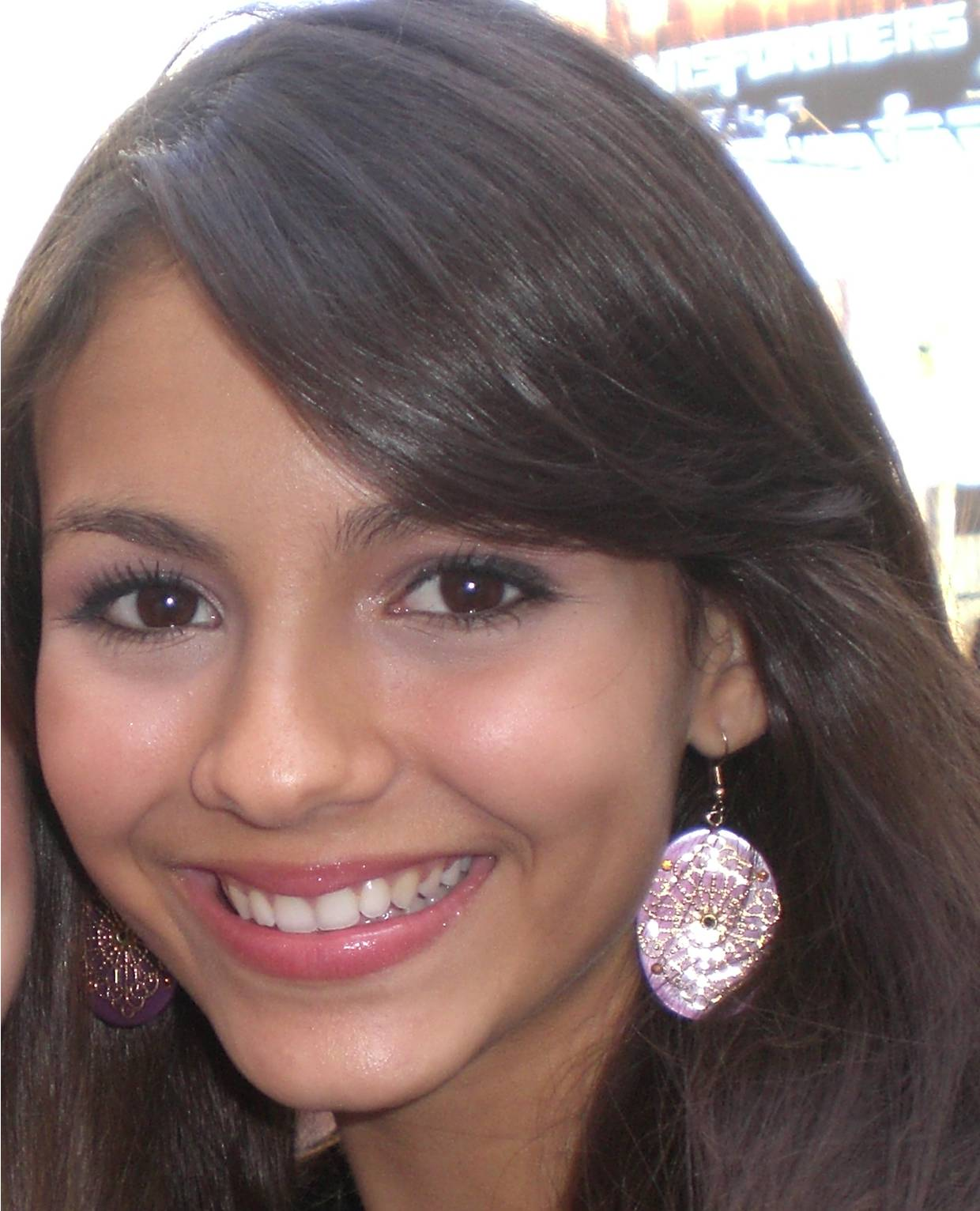
Victoria Justice nel 2007 durante le riprese di Zoey 101.

Justice inizia la sua carriera di attrice all'età di 12 anni, come guest star nell'episodio Professione mamma della quarta stagione di Una mamma per amica, mentre l'anno successivo recita in un episodio di Zack e Cody al Grand Hotel.
Nel 2005, è una ragazza che ha visioni di Maria Maddalena nel film Mary. Ottiene, inoltre, la parte principale di Lola Martinez, aspirante attrice, in Zoey 101. Nello stesso anno, partecipa a due film: Pazzo pranzo di famiglia e Le campane d'argento.
Nel 2006, oltre a continuare Zoey 101, compare in un episodio di Everwood e debutta al cinema, con un cameo in Identità sospette. Segue il film The Garden. Il 2007 e il 2008 vedono Victoria Justice concentrarsi sulla terza e quarta stagione di Zoey 101, che si conclude il 2 maggio 2008. Contemporaneamente, pubblica il suo primo singolo, una cover di A Thousand Miles di Vanessa Carlton.
Nel 2009, interpreta se stessa nello speciale San Valentino di The Naked Brothers Band ed è la protagonista del film televisivo Spectacular!, in cui si esibisce cantando tre canzoni. L'11 aprile è di nuovo guest star in The Naked Brothers Band, nell'episodio "La prima", e successivamente in iCarly e True Jackson, VP. Il 30 novembre partecipa al gioco televisivo BrainSurge.

### 2010-2012:Victorious
Nel 2010 Victoria Justice ottiene due ruoli da protagonista. Il primo è nella serie televisiva Victorious, dove interpreta Tori Vega, una ragazza che riesce ad entrare alla Hollywood Arts per intraprendere una carriera di cantante. Nella serie, Victoria condivide il set e la fama con diversi artisti giovani tra cui Ariana Grande, Leon Thomas III, Matt Bennett, Avan Jogia ed Elizabeth Gillies.
 La serie ha iniziato le riprese in ottobre del 2009 ed è andata in onda il 27 marzo 2010, raggiungendo un pubblico di 5.7 milioni di spettatori alla sua Prima, raggiungendo il secondo pubblico più vasto mai raggiunto da una serie nella storia di Nickelodeon.
In Victorious, Victoria Justice presta più volte la sua voce, pubblicando vari singoli: la colonna sonora del programma (Make It Shine) viene pubblicata come singolo digitale ad aprile e riesce a raggiungere la posizione 16 nella Bubbling Under Hot 100. A questo seguono altri singoli: You're the Reason, Finally Falling (feat. Avan Jogia), Tell Me That You Love Me (feat. Leon Thomas III) e Freak the Freak Out. Quest'ultimo, pubblicato a novembre, riesce a raggiungere la posizione 50 nella Billboard Hot 100 e viene certificato "singolo d'oro" dalla RIAA. Nel 2011 canta Best Friends Brother, che raggiunge il 37º posto nella lista delle 100 canzoni più scaricate dello stesso anno.
Il secondo ruolo come protagonista è nel film Il ragazzo che gridava al lupo... Mannaro. Continua inoltre la carriera di modella sfilando per vari magazine.
A marzo 2011 The Hollywood Reporter conferma la partecipazione di Victoria Justice come protagonista della commedia Fun Size. A febbraio 2012, pubblica su iTunes il singolo Countdown e si esibisce nel proprio tour Make It in America.

### 2013-2015: debutto come cantante solista

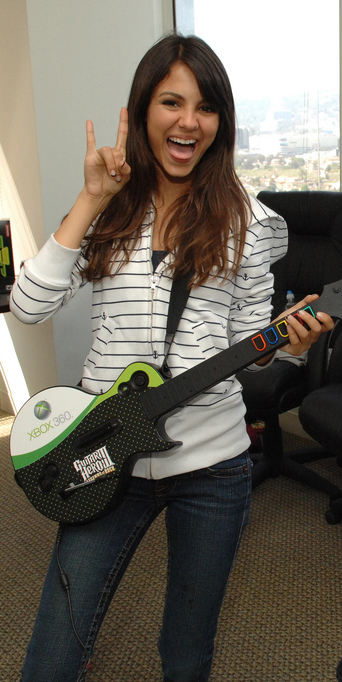
Victoria Justice nel 2008.

Il 19 giugno 2013 pubblica il suo primo singolo Gold, a cui segue, il 23 giugno, un secondo singolo, Shake. Partecipa inoltre al Summer Break Tour assieme ai Big Time Rush, eseguendo con sua sorella Madison la canzone Cheer Me Up. In seguito pubblica il singolo Not Somebody Else e il 12 luglio carica sul suo canale YouTube il videoclip di Gold.
Nel 2015 partecipa a Eye Candy, una serie basata sul libro di R. L. Stine, in cui interpreta Lindy, una ragazza molto intelligente che unisce le forze con un gruppo di hacker per risolvere una serie di misteriosi omicidi a New York, ed è protagonista del film commedia Va a finire che ti amo con Pierson Fodé e Matthew Daddario.
Billboard rivela che la cantante ha abbandonato la casa discografica Columbia Records ma che saranno comunque pubblicati nuovi singoli. Infatti vennero pubblicati due nuovi singoli, Caught Up In You e Girl Up, quest'ultimo scritto con Toby Gad in sostegno del movimento che aiuta le donne nei paesi in via di sviluppo, Girl Up Movement.

### 2016-presente: nuovi progetti

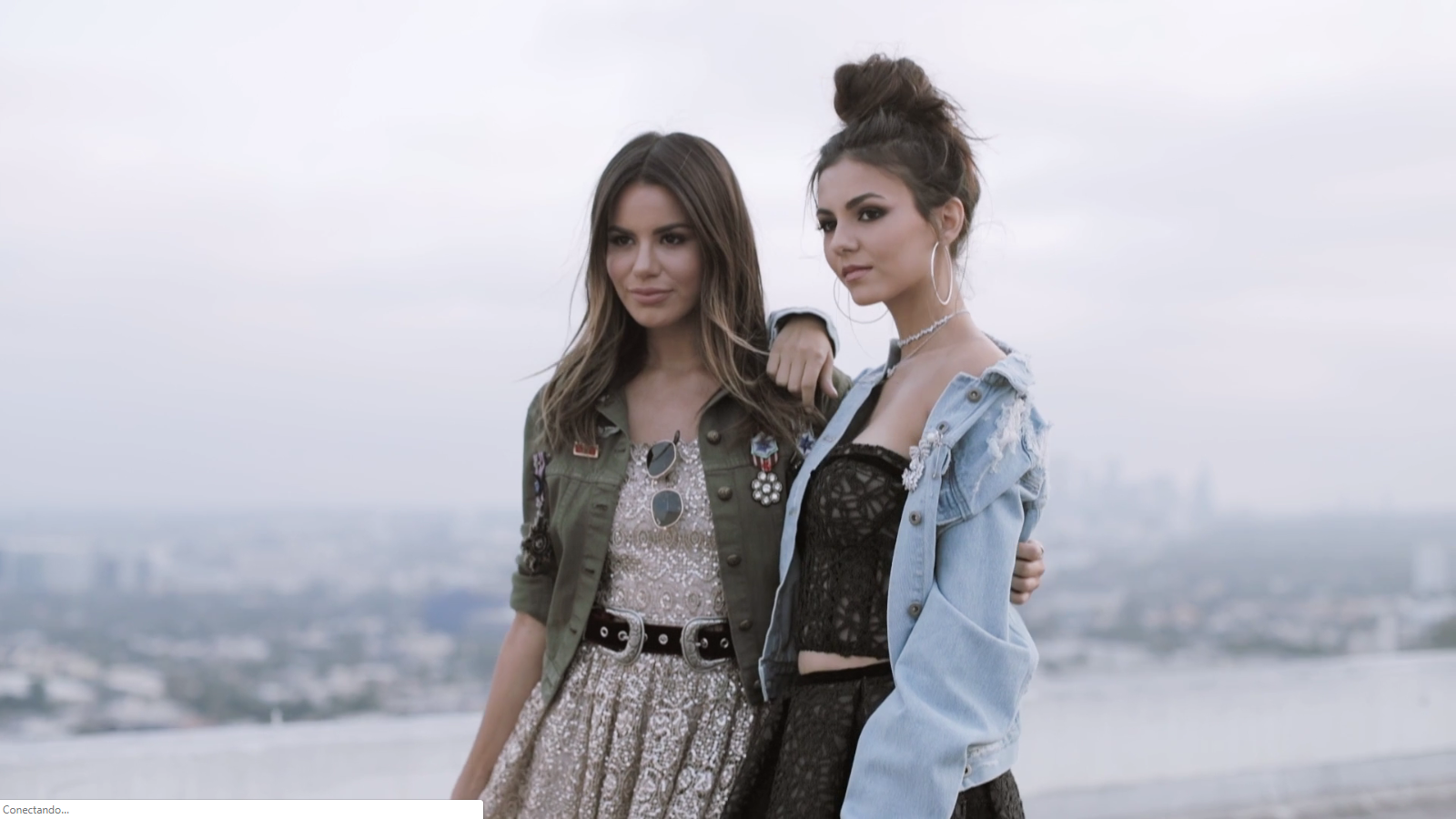
Victoria Justice insieme a sua sorella minore Madison in posa per LeFair Magazine, 12 luglio 2018.

Dal 2016 torna nel ruolo di attrice nel film televisivo The Rocky Horror Picture Show: Let's Do the Time Warp Again, diretto da Kenny Ortega in cui interpreta uno dei personaggi principali, Janet Weiss.
Il 14 aprile 2017 è presente nel cast del film-commedia Le Reiette (Outcast) dove interpreta Jodie. Il 13 agosto 2017 viene scelta come conduttrice della 19ª cerimonia di premiazione dei Teen Choice Awards 2017. Durante il 2017 partecipa come ospite in diverse serie TV, tra cui Papà a tempo pieno.
Nel 2018 entra nel cast della nuova serie per il canale web Facebook Watch intitolata Queen America, resa disponibile sul sito dal novembre dello stesso anno. Partecipa inoltre in alcuni episodi della serie TV American Housewife. Il 13 dicembre 2018 esce il film Bigger, film biografico sul bodybuilder Joe Weider, dove la Justice interpreta il ruolo di Kathy Weider.
Nel 2019 viene chiamata da Joseph Cross per entrare nel cast del film Summer Night in uscita il 12 luglio 2019 insieme a Ellar Coltrane, Justin Chatwin e Analeigh Tipton. Viene inoltre scelta tra i conduttori dei Teen Choice Awards del 2019.
Nel luglio del 2020 Justice ha annunciato che ora è un membro della Recording Academy.
Il 7 dicembre 2020, dopo 7 anni di pausa dalla musica, la Justice rende disponibile, attraverso il suo profilo Instagram, il pre-order del nuovo singolo: Treat Myself. Il brano viene distribuito l’11 dicembre.
Il 12 febbraio 2021 viene pubblicato un ulteriore singolo, Stay. Il 28 maggio dello stesso anno pubblica un nuovo singolo, Too F*ckin' Nice. Inoltre nel 2023 pubblica un nuovo singolo intitolato Last man Standing.

## Stile musicale
I suoi generi principali sono il pop e il rhythm and blues.
Victoria ha avuto, grazie a Freak the Freak Out, un disco d'oro certificato dalla RIAA e Beggin' on Your Knees e Best Friend's Brother sono entrati in varie classifiche.

## Filmografia

### Cinema
- Pazzo pranzo di famiglia (What Do We Eat?), regia di Salvador Litvak (2005)
- The Garden (River to Havilah), regia di Don Michael Paul (2006)
- Identità sospette (Unknown), regia di Simon Brand (2006)
- The First Time, regia di Jon Kasdan (2012)
- Fun Size, regia di Josh Schwartz (2012)
- Va a finire che ti amo (Naomi and Ely's No Kiss List), regia di Kristin Hanggi (2015)
- Le reiette (The Oucasts), regia di Peter Hutchings (2017)
- Bigger (Bigger: The Joe Weider Story), regia di George Gallo (2018)
- Trust, regia di Brian DeCubellis (2021)
- Afterlife of the Party, regia di Stephen Herek (2021)
- L'abbinamento perfetto (A Perfect Pairing), regia di Stuart MacDonald (2022)
- The Tutor, regia di Jordan Ross (2023)

### Televisione
- Una mamma per amica (Gilmore Girls) – serie TV, episodio 4x03 (2003)
- Le campane d'argento (Silver Bells), regia di Dick Lowry – film TV (2005)
- Zack e Cody al Grand Hotel (The Suite Life of Zack & Cody) – serie TV, episodio 1x02 (2005)
- Zoey 101 – serie TV, 47 episodi (2005-2008)
- Everwood – serie TV, episodio 4x18 (2006)
- The Naked Brothers Band – serie TV, episodi 3x08-3x11 (2009)
- Spectacular!, regia di Robert Iscove – film TV (2009)
- True Jackson, VP – serie TV, episodio 1x22 (2009)
- iCarly – serie TV, episodio 2x24 e 2x25 (2009)
- Il ragazzo che gridava al lupo... Mannaro (The Boy Who Cried Werewolf), regia di Eric Bross – film TV (2010)
- Victorious – serie TV, 56 episodi (2010-2013)
- iParty con Victorious (iParty with Victorious), regia di Steve Hoefer – film TV (2011)
- Big Time Rush – serie TV, episodio 4x06 (2013)
- Eye Candy – serie TV, 10 episodi (2015)
- Undateable – serie TV, episodio 2x07 (2015)
- Come sopravvivere alla vita dopo la laurea (Cooper Barrett's Guide to Surviving Life) – serie TV, episodi 1x09-1x13 (2016)
- The Rocky Horror Picture Show: Let's Do the Time Warp Again, regia di Kenny Ortega – film TV (2016)
- Papà a tempo pieno (Man with a Plan) – serie TV, episodio 2x01 (2017)
- American Housewife – serie TV, episodio 3x08 (2018)
- Suits LA – serie TV, episodi 1x01-1x02 (2025)

### Web TV
- Queen America – web serie (2018)

### Doppiatrice
- Stacey ne I pinguini di Madagascar (2015)
- Lola in Get Squirrely
- Studentessa in Robot Chicken (2018)

## Discografia

### Colonne sonore
- 2011 – Victorious
- 2012 – Victorious 2.0
- 2012 – Victorious 3.0
- 2016 – The Rocky Horror Picture Show: Let's Do the Time Warp Again

### Singoli
- 2013 – Gold
- 2020 – Treat Myself
- 2021 – Stay
- 2021 – Too F*ckin Nice
- 2023 – Last Man Standing
- 2023 – Only A Stranger
- 2024 – Tripped
- 2024 – Raw
- 2024 – Hate the world without u (maddy's song)
- 2024 – Down

### Doppi singoli
- 2013 – Gold
- 2023 – Big Girls Don't Cry (con Toby Gad) (cover)

### Altri brani
- 2010 – Freak the Freak Out (dalla colonna sonora di Victorious)
- 2010 – Make It Shine (dalla colonna sonora di Victorious)
- 2011 – Beggin' on Your Knees (dalla colonna sonora di Victorious)
- 2011 – Best Friend's Brother (dalla colonna sonora di Victorious)
- 2011 – All I Want Is Everything (dalla colonna sonora di Victorious)
- 2011 – Almost Paradise (con Hunter Hayes, dalla colonna sonora di Footloose)
- 2011 – It's Not Christmas Without You (con Elizabeth Gillies e Ariana Grande, dalla colonna sonora di Victorious e incluso nella raccolta Merry Nickmas)
- 2012 – Make It in America (dalla colonna sonora di Victorious)
- 2012 – Countdown (con Leon Thomas III, dalla colonna sonora di Victorious)
- 2012 – Take a Hint (con Elizabeth Gillies, dalla colonna sonora di Victorious)
- 2012 – L.A. Boyz (con Ariana Grande, dalla colonna sonora di Victorious)
- 2012 – Rockin' Around the Christmas Tree (cover inserita in Merry Nickmas)
- 2013 – Intro (con 2AM Club)
- 2013 – Girl Up (singolo promozionale)
- 2015 – Love Song to the Earth (con gli artisti di Friends of the Earth)
- 2016 – Dammit Janet (con Ryan McCartan, dalla colonna sonora di The Rocky Horror Picture Show)
- 2016 – Over at the Frankenstein Place (con Ryan McCartan e Reeve Carney, dalla colonna sonora di The Rocky Horror Picture Show)
- 2016 – Toucha, Toucha, Toucha, Touch Me (dalla colonna sonora di The Rocky Horror Picture Show)
- 2016 – Planet Hot Dog (con Laverne Cox, Ryan McCartan e Ben Vereen dalla colonna sonora di The Rocky Horror Picture Show)
- 2016 – Rose Tint My World (con Annaleigh Ashford, Staz Nair e Ryan McCartan, dalla colonna sonora di The Rocky Horror Picture Show)
- 2016 – Don't Dream It (con Laverne Cox, Ryan McCartan, Ben Vereen e Tim Curry dalla colonna sonora di The Rocky Horror Picture Show)
- 2016 – Super Heroes (con Tim Curry e Ryan McCartan dalla colonna sonora di The Rocky Horror Picture Show)
- 2021 – Everybody's Breaking Up (dalla colonna sonora di Trust)
- 2021 – Home (dalla colonna sonora di Afterlife of the Party)

## Doppiatrici italiane
Nelle versioni in italiano delle opere in cui ha recitato, Victoria Justice è stata doppiata da:
- Camilla Gallo in Il ragazzo che gridava al lupo... Mannaro, Victorious, Big Time Rush, iParty con Victorious
- Jenny De Cesarei in Spectacular!, True Jackson, VP
- Federica De Bortoli in Zoey 101
- Veronica Puccio in Everwood
- Eleonora Reti in Undateable
- Katia Sorrentino in Va a finire che ti amo
- Loretta Di Pisa in iCarly
- Joy Saltarelli in Fun Size
- Lavinia Paladino in Afterlife of the Party
- Valentina Favazza in L'abbinamento perfetto

## Riconoscimenti
- 2010 – J-14's Teen Icon Awards
  - Candidatura come attrice icone della televisione per Victorious
- 2010 – Teen Choice Awards
  - Miglior sorriso
- 2010 – Hollywood Teen Pick Awards
  - Candidatura come Teen Pick Actress
  - Candidatura come Pick Hottest Female
- 2011 – Nickelodeon Kids' Choice Awards
  - Candidatura come miglior attrice televisiva per Victorious
- 2011 – Imagen Awards
  - Candidatura come miglior giovane attrice televisiva per Victoriou)[29]
- 2011 – ALMA Awards
  - Miglior attrice televisiva protagonista in una commedia per Victorious[30]
- 2011 – Australian Kids Choice Awards
  - Hottest Girl Hottie
  - Candidatura come Awards Super Fresh
  - Candidatura come TV Star preferita
- 2012 – Nickelodeon Kids' Choice Awards
  - Candidatura come miglior attrice televisiva per Victorious[31]
- 2012 – Imagen Awards
  - Miglior giovane attrice per Victorious

- 2012 – ALMA Awards
  - Miglior attrice televisiva protagonista in una commedia
- 2012 – Young Artist Awards
  - Candidatura come miglior performance in una serie TV – giovane attrice 17-21 anni per iCarly[32]
- 2012 – Do Something Awards
  - Miglior TV star femminile
- 2012 – Hollywood Teen TV Awards
  - Miglior attrice televisiva
- 2013 – Nickelodeon Kids' Choice Awards
  - Candidatura come miglior attrice televisiva
- 2013 – Nickelodeon Slime Fest
  - Aussies' Fave Nick Star
  - Aussies' Fave Hottie
- 2014 – Teen Vogue Istawards
  - Best #OOD's
- 2015 – Fun & Fearless Latina Awards
  - Latina of the Year Award